# Новіни (Козеницький повіт)
Новіни (пол. Nowiny) — село в Польщі, у гміні Козениці Козеницького повіту Мазовецького воєводства.
Населення — 460 осіб (2011).
У 1975-1998 роках село належало до Радомського воєводства.

## Демографія
Демографічна структура станом на 31 березня 2011 року:
|          | Загалом | Допрацездатний вік | Працездатний вік | Постпрацездатний вік |
| -------- | ------- | ------------------ | ---------------- | -------------------- |
| Чоловіки | 234     | 46                 | 173              | 15                   |
| Жінки    | 226     | 48                 | 147              | 31                   |
| Разом    | 460     | 94                 | 320              | 46                   |